# Mr. Robot (Fernsehserie)/Episodenliste

Logo zur Serie

Diese Episodenliste enthält alle Episoden der US-amerikanischen Thrillerserie Mr. Robot, sortiert nach der US-amerikanischen Erstausstrahlung. Die Serie umfasst vier Staffeln mit 45 Episoden.

## Übersicht
| Staffel | Episodenanzahl | Erstausstrahlung USA | Erstausstrahlung USA | Deutschsprachige Erstveröffentlichung |                    |
| Staffel | Episodenanzahl | Staffelpremiere      | Staffelfinale        | Deutschsprachige Erstveröffentlichung |                    |
| ------- | -------------- | -------------------- | -------------------- | ------------------------------------- | ------------------ |
| 1       | 10             | 24. Juni 2015        | 2. September 2015    | 20. November 2015                     | 20. November 2015  |
| 2       | 12             | 13. Juli 2016        | 21. September 2016   | 30. September 2016                    | 30. September 2016 |
| 3       | 10             | 11. Oktober 2017     | 13. Dezember 2017    | 15. Januar 2018                       | 15. Januar 2018    |
| 4       | 13             | 6. Oktober 2019      | 22. Dezember 2019    | 3. Februar 2020                       | 3. Februar 2020    |

## Staffel 1
Die Erstausstrahlung der ersten Staffel war vom 24. Juni bis zum 2. September 2015 auf dem US-amerikanischen Kabelsender USA Network zu sehen. Die erste Episode wurde schon am 27. Mai 2015 auf verschiedenen Video-on-Demand-Plattformen veröffentlicht. Die deutschsprachige Erstveröffentlichung fand am 20. November 2015 auf Amazon Video per Streaming statt.
| Nr. (ges.) | Nr. (St.) | Titel                       | Erstveröffentlichung USA | Deutschsprachige Erstveröffentlichung (D/A/CH) | Regie             | Drehbuch        | Zuschauer (USA) |
| ---------- | --------- | --------------------------- | ------------------------ | ---------------------------------------------- | ----------------- | --------------- | --------------- |
| 1          | 1         | eps1.0_hellofriend.mov      | 27. Mai 2015             | 20. Nov. 2015                                  | Niels Arden Oplev | Sam Esmail      | 1,752 Mio.      |
| 2          | 2         | eps1.1_ones-and-zer0es.mpeg | 1. Juli 2015             | 20. Nov. 2015                                  | Sam Esmail        | Sam Esmail      | 1,731 Mio.      |
| 3          | 3         | eps1.2_d3bug.mkv            | 8. Juli 2015             | 20. Nov. 2015                                  | Jim McKay         | Sam Esmail      | 1,602 Mio.      |
| 4          | 4         | eps1.3_da3m0ns.mp4          | 15. Juli 2015            | 20. Nov. 2015                                  | Nisha Ganatra     | Adam Penn       | 1,274 Mio.      |
| 5          | 5         | eps1.4_3xpl0its.wmv         | 22. Juli 2015            | 20. Nov. 2015                                  | Jim McKay         | David Iserson   | 1,384 Mio.      |
| 6          | 6         | eps1.5_br4ve-trave1er.asf   | 29. Juli 2015            | 20. Nov. 2015                                  | Deborah Chow      | Kyle Bradstreet | 1,249 Mio.      |
| 7          | 7         | eps1.6_v1ew-s0urce.flv      | 5. Aug. 2015             | 20. Nov. 2015                                  | Sam Esmail        | Kate Erickson   | 1,150 Mio.      |
| 8          | 8         | eps1.7_wh1ter0se.m4v        | 12. Aug. 2015            | 20. Nov. 2015                                  | Christoph Schrewe | Randolph Leon   | 1,238 Mio.      |
| 9          | 9         | eps1.8_m1rr0r1ng.qt         | 19. Aug. 2015            | 20. Nov. 2015                                  | Tricia Brock      | Sam Esmail      | 1,319 Mio.      |
| 10         | 10        | eps1.9_zer0-day.avi         | 2. Sep. 2015             | 20. Nov. 2015                                  | Sam Esmail        | Sam Esmail      | 1,210 Mio.      |

## Staffel 2
Die Erstausstrahlung der zweiten Staffel war vom 13. Juli bis 21. September 2016 auf dem US-amerikanischen Kabelsender USA Network zu sehen. Die erste Episode der zweiten Staffel wurde bereits am 10. Juli 2016 einem kleinen Publikum gezeigt und gleich darauf zeitexklusiv auf Facebook, Twitter, Snapchat, YouTube und der Webseite des Senders veröffentlicht. Die deutschsprachige Erstveröffentlichung fand am 30. September 2016 auf Amazon Video per Streaming statt.
| Nr. (ges.) | Nr. (St.) | Titel                     | Erstveröffentlichung USA | Deutschsprachige Erstveröffentlichung (D/A/CH) | Regie      | Drehbuch                       | Zuschauer (USA) |
| ---------- | --------- | ------------------------- | ------------------------ | ---------------------------------------------- | ---------- | ------------------------------ | --------------- |
| 11         | 1         | eps2.0_unm4sk-pt1.tc      | 10. Juli 2016            | 30. Sep. 2016                                  | Sam Esmail | Sam Esmail                     | 1,040 Mio.      |
| 12         | 2         | eps2.0_unm4sk-pt2.tc      | 13. Juli 2016            | 30. Sep. 2016                                  | Sam Esmail | Sam Esmail                     | 0,799 Mio.      |
| 13         | 3         | eps2.1_k3rnel-pan1c.ksd   | 20. Juli 2016            | 30. Sep. 2016                                  | Sam Esmail | Sam Esmail                     | 0,799 Mio.      |
| 14         | 4         | eps2.2_init_1.asec        | 27. Juli 2016            | 30. Sep. 2016                                  | Sam Esmail | Sam Esmail                     | 0,637 Mio.      |
| 15         | 5         | eps2.3_logic-b0mb.hc      | 3. Aug. 2016             | 30. Sep. 2016                                  | Sam Esmail | Kyle Bradstreet                | 0,705 Mio.      |
| 16         | 6         | eps2.4_m4ster-s1ave.aes   | 10. Aug. 2016            | 30. Sep. 2016                                  | Sam Esmail | Adam Penn                      | 0,572 Mio.      |
| 17         | 7         | eps2.5_h4ndshake.sme      | 17. Aug. 2016            | 30. Sep. 2016                                  | Sam Esmail | Sam Esmail                     | 0,652 Mio.      |
| 18         | 8         | eps2.6_succ3ss0r.p12      | 24. Aug. 2016            | 30. Sep. 2016                                  | Sam Esmail | Courtney Looney                | 0,742 Mio.      |
| 19         | 9         | eps2.7_init_5.fve         | 31. Aug. 2016            | 30. Sep. 2016                                  | Sam Esmail | Kyle Bradstreet & Lucy Teitler | 0,651 Mio.      |
| 20         | 10        | eps2.8_h1dden-pr0cess.axx | 7. Sep. 2016             | 30. Sep. 2016                                  | Sam Esmail | Kor Adana & Randolph Leon      | 0,765 Mio.      |
| 21         | 11        | eps2.9_pyth0n-pt1.p7z     | 14. Sep. 2016            | 30. Sep. 2016                                  | Sam Esmail | Sam Esmail                     | 0,686 Mio.      |
| 22         | 12        | eps2.9_pyth0n-pt2.p7z     | 21. Sep. 2016            | 30. Sep. 2016                                  | Sam Esmail | Sam Esmail                     | 0,852 Mio.      |

## Staffel 3
Die Erstausstrahlung der dritten Staffel war vom 11. Oktober bis zum 13. Dezember 2017 auf dem US-amerikanischen Kabelsender USA Network zu sehen. Die deutschsprachige Erstveröffentlichung fand am 15. Januar 2018 wie schon bei den ersten beiden Staffeln auf Amazon Video per Streaming statt.
| Nr. (ges.) | Nr. (St.) | Titel                     | Erstausstrahlung USA | Deutschsprachige Erstveröffentlichung (D/A/CH) | Regie      | Drehbuch                          | Zuschauer (USA) |
| ---------- | --------- | ------------------------- | -------------------- | ---------------------------------------------- | ---------- | --------------------------------- | --------------- |
| 23         | 1         | eps3.0_power-saver-mode.h | 11. Okt. 2017        | 15. Jan. 2018                                  | Sam Esmail | Sam Esmail                        | 0,681 Mio.      |
| 24         | 2         | eps3.1_undo.gz            | 18. Okt. 2017        | 15. Jan. 2018                                  | Sam Esmail | Sam Esmail                        | 0,519 Mio.      |
| 25         | 3         | eps3.2_legacy.so          | 25. Okt. 2017        | 15. Jan. 2018                                  | Sam Esmail | Sam Esmail                        | 0,542 Mio.      |
| 26         | 4         | eps3.3_m3tadata.par2      | 1. Nov. 2017         | 15. Jan. 2018                                  | Sam Esmail | Kyle Bradstreet                   | 0,552 Mio.      |
| 27         | 5         | eps3.4_runtime-error.r00  | 8. Nov. 2017         | 15. Jan. 2018                                  | Sam Esmail | Kor Adana & Randolph Leon         | 0,521 Mio.      |
| 28         | 6         | eps3.5_kill-pr0cess.inc   | 15. Nov. 2017        | 15. Jan. 2018                                  | Sam Esmail | Kyle Bradstreet                   | 0,598 Mio.      |
| 29         | 7         | eps3.6_fredrick+tanya.chk | 22. Nov. 2017        | 15. Jan. 2018                                  | Sam Esmail | Adam Penn                         | 0,545 Mio.      |
| 30         | 8         | eps3.7_dont-delete-me.ko  | 29. Nov. 2017        | 15. Jan. 2018                                  | Sam Esmail | Sam Esmail                        | 0,444 Mio.      |
| 31         | 9         | eps3.8_stage3.torrent     | 6. Dez. 2017         | 15. Jan. 2018                                  | Sam Esmail | Kyle Bradstreet & Courtney Looney | 0,437 Mio.      |
| 32         | 10        | shutdown -r               | 13. Dez. 2017        | 15. Jan. 2018                                  | Sam Esmail | Sam Esmail                        | 0,454 Mio.      |

## Staffel 4
Die Erstausstrahlung der vierten Staffel war vom 6. Oktober bis zum 22. Dezember 2019 auf dem US-amerikanischen Kabelsender USA Network zu sehen. Die deutschsprachige Erstveröffentlichung fand am 3. Februar 2020 auf Prime Video per Streaming statt.
| Nr. (ges.) | Nr. (St.) | Deutscher Titel                      | Originaltitel                     | Erstausstrahlung USA | Deutschsprachige Erstveröffentlichung (D/A/CH) | Regie      | Drehbuch         | Zuschauer (USA) |
| ---------- | --------- | ------------------------------------ | --------------------------------- | -------------------- | ---------------------------------------------- | ---------- | ---------------- | --------------- |
| 33         | 1         | Unautorisiert                        | 401 Unauthorized                  | 6. Okt. 2019         | 3. Feb. 2020                                   | Sam Esmail | Sam Esmail       | 0,444 Mio.      |
| 34         | 2         | Bezahlung erforderlich               | 402 Payment Required              | 13. Okt. 2019        | 3. Feb. 2020                                   | Sam Esmail | Kyle Bradstreet  | 0,342 Mio.      |
| 35         | 3         | Verboten                             | 403 Forbidden                     | 20. Okt. 2019        | 3. Feb. 2020                                   | Sam Esmail | Courtney Looney  | 0,297 Mio.      |
| 36         | 4         | Nicht gefunden                       | 404 Not Found                     | 27. Okt. 2019        | 3. Feb. 2020                                   | Sam Esmail | Kyle Bradstreet  | 0,348 Mio.      |
| 37         | 5         | Methode nicht erlaubt                | 405 Method Not Allowed            | 3. Nov. 2019         | 3. Feb. 2020                                   | Sam Esmail | Sam Esmail       | 0,314 Mio.      |
| 38         | 6         | Nicht akzeptabel                     | 406 Not Acceptable                | 10. Nov. 2019        | 3. Feb. 2020                                   | Sam Esmail | Amelia Gray      | 0,366 Mio.      |
| 39         | 7         | Proxy-Authentifizierung erforderlich | 407 Proxy Authentication Required | 17. Nov. 2019        | 3. Feb. 2020                                   | Sam Esmail | Sam Esmail       | 0,361 Mio.      |
| 40         | 8         | Anfrage-Timeout                      | 408 Request Timeout               | 24. Nov. 2019        | 3. Feb. 2020                                   | Sam Esmail | Robbie Pickering | 0,376 Mio.      |
| 41         | 9         | Konflikt                             | 409 Conflict                      | 1. Dez. 2019         | 3. Feb. 2020                                   | Sam Esmail | Kyle Bradstreet  | 0,363 Mio.      |
| 42         | 10        | Fort                                 | 410 Gone                          | 8. Dez. 2019         | 3. Feb. 2020                                   | Sam Esmail | Sam Esmail       | 0,452 Mio.      |
| 43         | 11        | eXit                                 | eXit                              | 15. Dez. 2019        | 3. Feb. 2020                                   | Sam Esmail | Sam Esmail       | 0,442 Mio.      |
| 44         | 12        | Werbinich                            | whoami                            | 22. Dez. 2019        | 3. Feb. 2020                                   | Sam Esmail | Sam Esmail       | 0,464 Mio.      |
| 45         | 13        | Hallo, Elliot                        | Hello, Elliot                     | 22. Dez. 2019        | 3. Feb. 2020                                   | Sam Esmail | Sam Esmail       | 0,318 Mio.      |

## Zuschauerzahlen
| Staffel | Staffel | Ep. 1 | Ep. 2 | Ep. 3 | Ep. 4 | Ep. 5 | Ep. 6 | Ep. 7 | Ep. 8 | Ep. 9 | Ep. 10 | Ep. 11 | Ep. 12 | Ep. 13 | Durchschnitt |
| ------- | ------- | ----- | ----- | ----- | ----- | ----- | ----- | ----- | ----- | ----- | ------ | ------ | ------ | ------ | ------------ |
|         | 1       | 1,752 | 1,731 | 1,602 | 1,274 | 1,384 | 1,249 | 1,15  | 1,238 | 1,319 | 1,21   | N/A    | N/A    | N/A    | 1,391        |
|         | 2       | 1,04  | 0,799 | 0,799 | 0,637 | 0,705 | 0,572 | 0,652 | 0,742 | 0,651 | 0,765  | 0,686  | 0,852  | N/A    | 0,742        |
|         | 3       | 0,681 | 0,519 | 0,542 | 0,552 | 0,521 | 0,598 | 0,545 | 0,444 | 0,437 | 0,454  | N/A    | N/A    | N/A    | 0,529        |
|         | 4       | 0,444 | 0,342 | 0,297 | 0,348 | 0,314 | 0,366 | 0,361 | 0,376 | 0,363 | 0,452  | 0,442  | 0,464  | 0,318  | 0.376        |